# Dustin Schumacher
Dustin Schumacher (* 9. Juni 1991 in Köln) ist ein deutscher Eishockeyspieler, der seit der Saison 2010/11 bei den Ratinger Ice Aliens in der Oberliga unter Vertrag steht. 

## Karriere
Dustin Schumacher begann seine Karriere als Eishockeyspieler im Nachwuchs des Kölner EC. In den Jahren 2006 bis 2009 spielte der Verteidiger für die Kölner EC Junghaie in der Deutschen Nachwuchsliga, wo er in der Saison 2008/09 mit insgesamt 177 Strafminuten der Spieler mit den meisten Strafminuten war. Vor der Saison 2008/09 erhielt der gebürtige Kölner einen Vertrag für das Profiteam der Kölner Haie. Sein Debüt in der Deutschen Eishockey Liga gab er am 13. Februar 2009 bei der Auswärtsniederlage bei den Füchsen Duisburg. In der Saison 2009/10 spielte er mit einer Förderlizenz beim Oberligisten Herner EV, ehe er zur neuen Saison zu den Ratinger Ice Aliens wechselte.

## Karrierestatistik
| 2006/07 | Kölner EC           | DNL | 35 | 2  | 2  | 4  | 57  | 6 | 2 | 0 | 2 | 8  |
| 2007/08 | Kölner EC           | DNL | 35 | 8  | 10 | 18 | 106 | 4 | 1 | 1 | 2 | 0  |
| 2008/09 | Kölner EC           | DNL | 33 | 12 | 16 | 28 | 177 | 7 | 1 | 0 | 1 | 32 |
| 2008/09 | Kölner Haie         | DEL | 2  | 0  | 0  | 0  | 0   | – | – | – | – | –  |
| 2009/10 | Herner EV           | OL  | 30 | 0  | 1  | 1  | 10  | 9 | 0 | 0 | 0 | 10 |
| 2010/11 | Ratinger Ice Aliens | OL  |    |    |    |    |     |   |   |   |   |    |

(Legende zur Spielerstatistik: Sp oder GP = absolvierte Spiele; T oder G = erzielte Tore; V oder A = erzielte Assists; Pkt oder Pts = erzielte Scorerpunkte; SM oder PIM = erhaltene Strafminuten; +/− = Plus/Minus-Bilanz; PP = erzielte Überzahltore; SH = erzielte Unterzahltore; GW = erzielte Siegtore; 1 Play-downs/Relegation; Kursiv: Statistik nicht vollständig)